# プファルツ＝ビルケンフェルト家

プファルツ＝ツヴァイブリュッケン＝ビルケンフェルト公ゲオルク・ヴィルヘルムの紋章

プファルツ＝ビルケンフェルト家（Pfalz-Birkenfeld）もしくはプファルツ＝ツヴァイブリュッケン＝ビルケンフェルト家（Pfalz-Zweibrücken-Birkenfeld）は、プファルツ（ライン宮中伯）系ヴィッテルスバッハ家の家系の一つ。この系統はプファルツの中であまり重要ではない後シュポンハイム伯領（Hintere Grafschaft Sponheim）を割り当てられたが、次第に重要性を増していった。バイエルン王国の王家となったのはプファルツ＝ビルケンフェルト家の系統である。

## 歴史

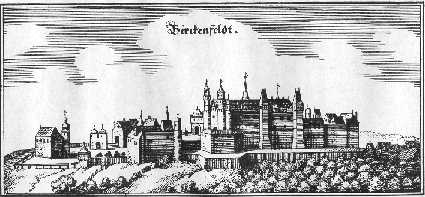
マテウス・メーリアンによる1645年のビルケンフェルト城

プファルツ＝ツヴァイブリュッケン＝ビルケンフェルト公カール1世より家系は始まる。プファルツ＝ツヴァイブリュッケン公兼プファルツ＝ノイブルク公ヴォルフガングの5男であったカール1世は、1569年の父の死に際してプファルツ地方の諸領のうち後シュポンハイム伯領を相続した。後に自らの居住地としてビルケンフェルトを選び、1595年に共同統治者であるバーデン＝バーデン辺境伯エドゥアルト・フォルトゥナトとの間のカステラウン条約でビルケンフェルトとアレンバッハ（1671年まで）を独占的に統治することを確認した。カール1世の許でビルケンフェルト城は発展した。
カール1世が1600年に没するとゲオルク・ヴィルヘルムが跡を継いで1669年まで統治した。その後をカール2世オットーが継いだが1671年に没した。遺領は従弟のクリスティアン2世に移ったが、クリスティアン2世は既にツヴァイブリュッケンを含むビシュヴァイラーを受け継いでおり、プファルツ＝ツヴァイブリュッケン＝ビルケンフェルト家が誕生した。
息子クリスティアン3世は1717年に公的にビルケンフェルトに住むのを止めてビシュヴァイラーに、1731年にツヴァイブリュッケン公国を相続するとツヴァイブリュッケンにと代わる代わる住んだ。その後を息子クリスティアン4世が継いだが、踊り子のマリアンヌ・カミューズと貴賤結婚をしたために2人の息子は相続を認められなかった。クリスティアン3世の死後は甥のカール3世アウグスト・クリスティアンが統治者となった。
カール3世アウグストの許で、シュポンハイム伯領はバーデン辺境伯との間で最終的な分割がなされた。バーデン側はカール3世アウグストがビルケンフェルト地方を選び、一族がそこに住むことを望んでいた。にもかかわらず、カール3世アウグストはトラルバッハ周辺のモーゼル地区を選び、1776年以降はビルケンフェルトはバーデンの独占的所有地となった。カール3世アウグストが1795年に没すると弟マクシミリアン・ヨーゼフが継いだ。最後のツヴァイブリュッケン公となったマクシミリアン・ヨーゼフは、1799年にはバイエルン選帝侯となり、1806年に最初のバイエルン国王となった。
この家系で特筆すべき人物の一人に、ヘッセン＝ダルムシュタット方伯ルートヴィヒ9世の妃でマクシミリアン・ヨーゼフ兄弟の伯母にあたるヘンリエッテ・カロリーネ・フォン・プファルツ＝ツヴァイブリュッケンがいる。彼女は当時ヨーロッパで最も学識豊かな女性の一人と讃えられた。
この家系からさらに分かれた家系として、クリスティアン2世の弟ヨハン・カールに始まるプファルツ＝ビルケンフェルト＝ゲルンハウゼン家がある。マクシミリアン・ヨーゼフの選帝侯継承に協力した功績により、この一族は1799年以降「バイエルン公」（Herzog in Beyern - Herzog von Beyernでないことに注意）の称号を有している。オーストリア皇帝フランツ・ヨーゼフ1世の皇后エリーザベトはこの家系の出身である。

## 歴代領主

### プファルツ＝ビルケンフェルト公
- カール1世（1584年 - 1600年）
- ゲオルク・ヴィルヘルム（1600年 - 1669年）
- カール2世オットー（1669年 - 1671年）

### プファルツ＝ビシュヴァイラー＝ビルケンフェルト公
- クリスティアン2世（1671年 - 1717年）
- クリスティアン3世（1717年 - 1735年）

### プファルツ＝ツヴァイブリュッケン＝ビルケンフェルト公
- クリスティアン4世（1735年 - 1775年）
- カール3世アウグスト・クリスティアン（1775年 - 1795年）
- マクシミリアン・ヨーゼフ（1795年 - ）